# Iwo Odrowąż
Iwo Odrowąż (ca. 1160 - 21 augustus 1229, Modena) was kanselier van Leszek I van Polen en de 18e bisschop van Krakau.

## Biografie
Iwo Odrowąż werd in de vooraanstaande Poolse adellijke Odrowąż familie, clan Odrowąż, geboren en genoot een opleiding in Parijs en Bologna. Hij bekleedde hoge functies in de overheid en kerk na zijn terugkeer in Polen. Iwo Odrowąż wordt gezien als een van de meest invloedrijke Poolse bisschoppen van zijn tijd. Hij verzamelde de eerste privé bibliotheek van Polen en was betrokken bij de stichting van vele kloosters.
Iwo Odrowąż ontmoette Dominicus Guzmán in 1220 in Rome, waarna een samenwerkingsverband ontstond. Na een tweejarige opleiding in Bologna gevolgd te hebben keerden de eerste Poolse Dominicanen (waaronder Hyacinthus) terug naar Polen, waar Iwo Odrowąż hun in 1227 de Dominicanenkerk in Krakau schonk. De bisschop had de kerk speciaal voor de orde gesticht. De bisschop was ook betrokken bij de schenking van land aan de Cisterciënzers tussen 1220 en 1222, namelijk eerst Prandocin, daarna Kacice en ten slotte Mogila, waar hij een abdij liet bouwen. Ook stichtte hij in Prądnik Korzkiewski een kloosterziekenhuis.
Iwo Odrowąż overleed op 21 augustus 1229 onderweg naar Modena en is in de Dominicanenkerk van Krakau begraven. Het is bekend dat hij graag door Paus Gregorius IX tot aartsbisschop gewijd wilde worden, maar schonk daardoor minder aandacht aan canonisatie.

## Galerij

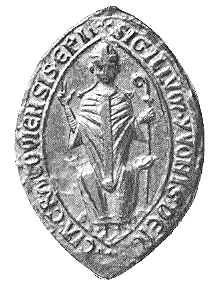
Zegel van Iwo Odrowąż.
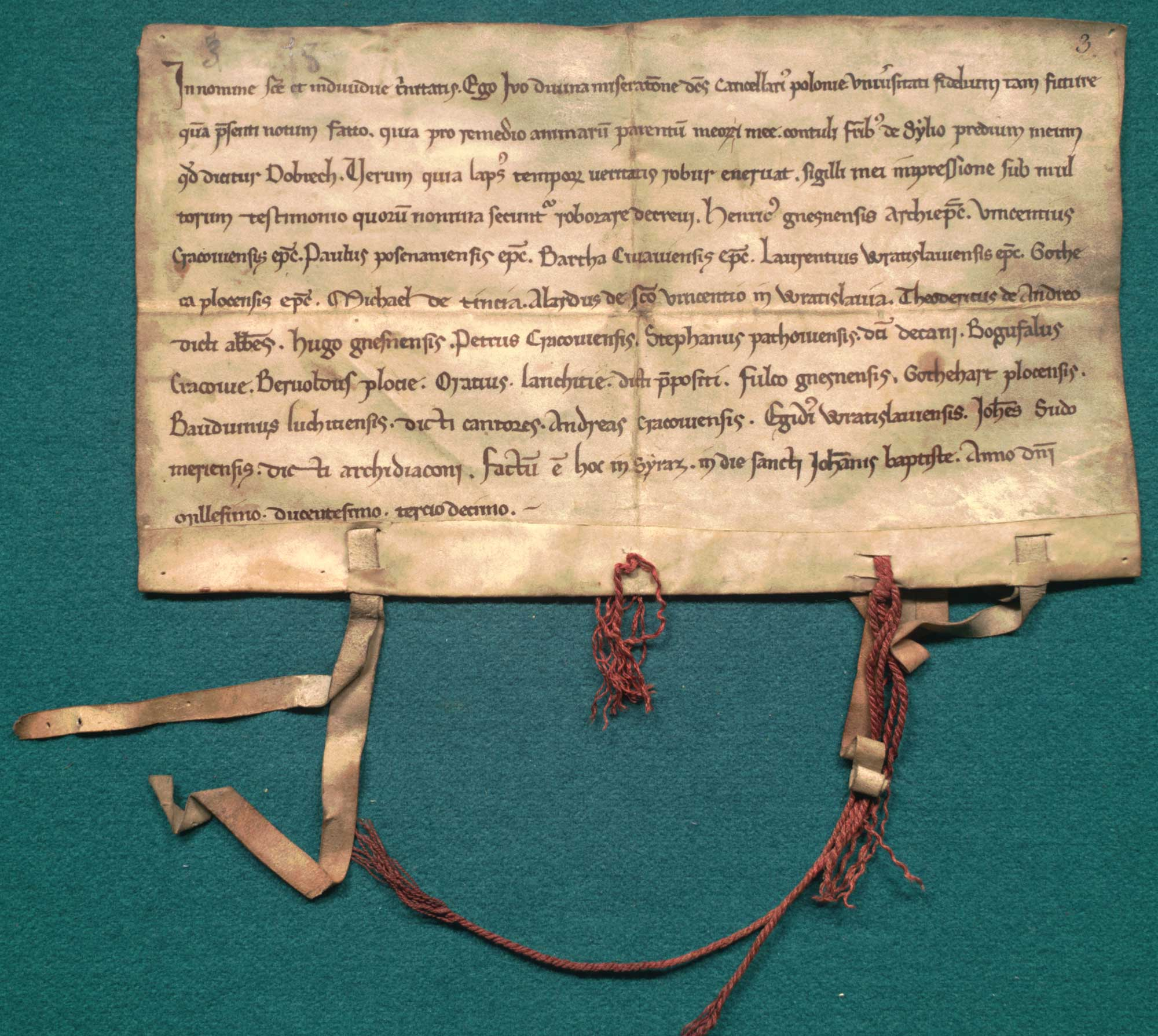
Schenkingsdocument van Iwo Odrowąż aan de Cisterciënzers, 1213.
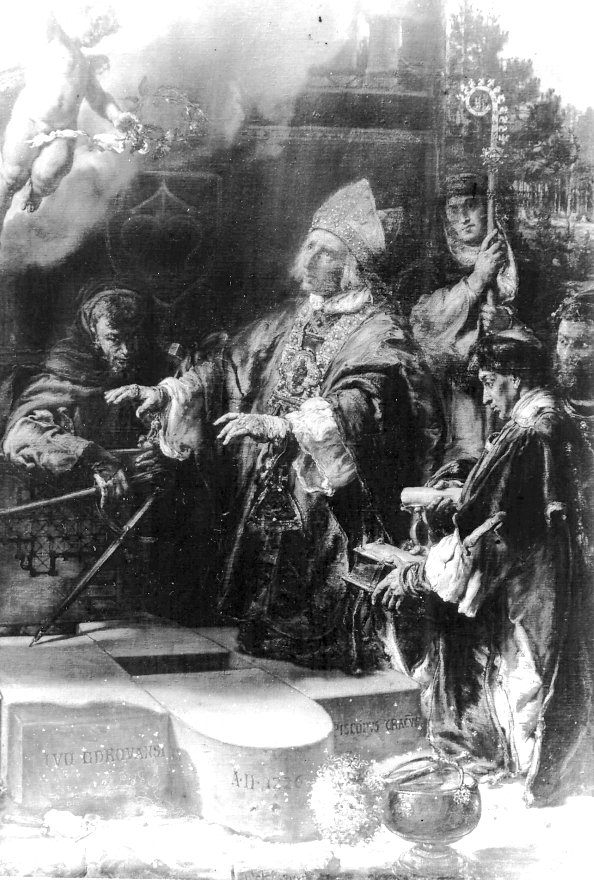
Iwo Odrowąż zegent de eerste bouwsteen van Iwonicz in 1226, door Jan Matejko (1887).
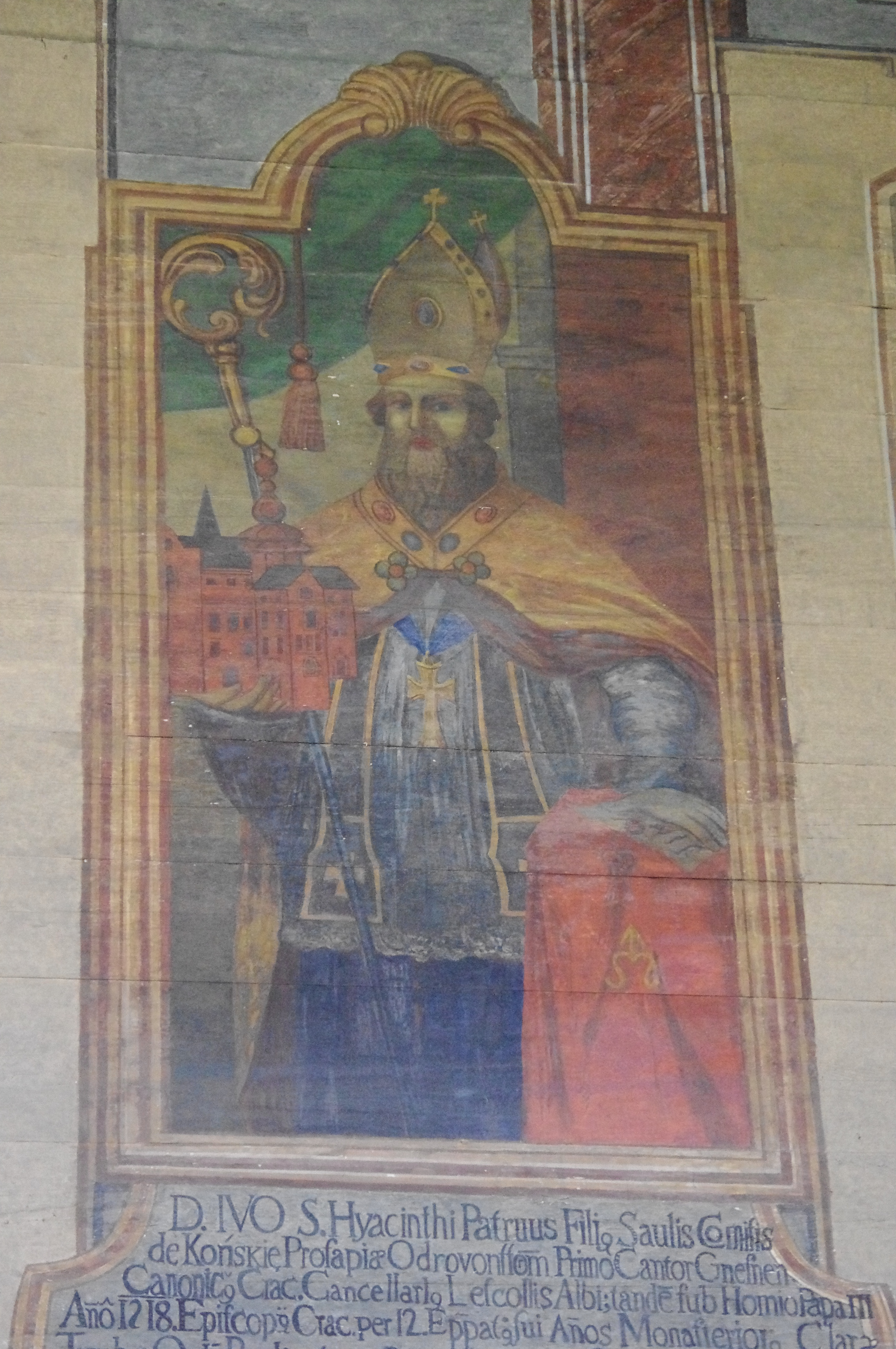
Fresco van Iwo Odrowąż in Mogiła.
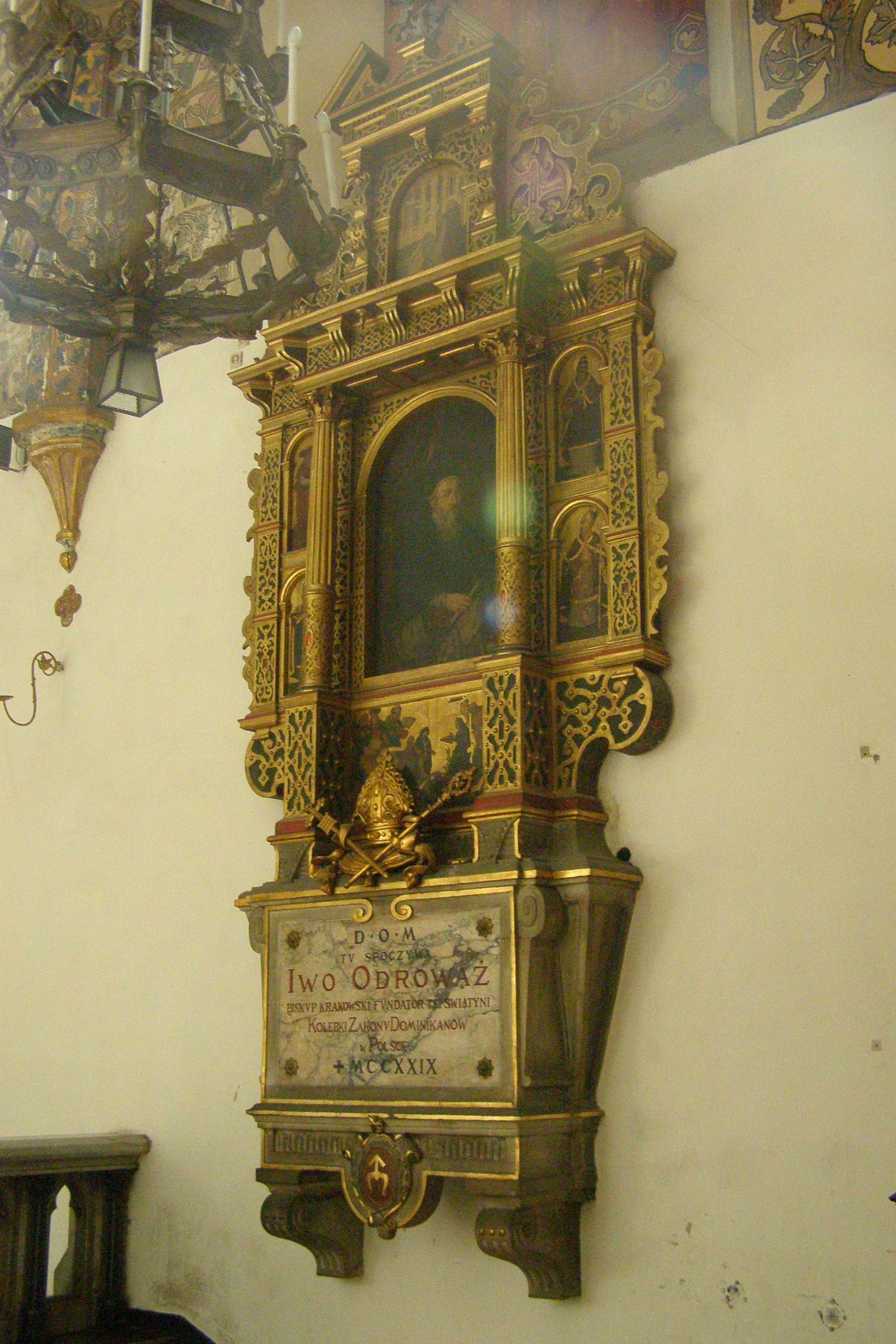
Tombe van Iwo Odrowąż in de Dominicanenkerk.